# سيد آصف قادري
سيد آصف قادري هو لاعب كرة مضرب هندي من أصل عربي وُلد 19 نوفمبر 1936.